# فودیرا
فودیرا (انگلیسی: Fodera) شرکت تجهیزات موسیقی آمریکایی است، که در سال ۱۹۸۳ تأسیس شد.